# Picea laxa
{{#ifeq:0|0|{{#if:Picea laxa|{{#if:|[[]}}|[[]]}}}}
Picea laxa — вид голонасінних рослин з родини соснових. Місцевий ареал цього виду — від Аляски й Канади до півночі США.

## Морфологічна характеристика
Це вічнозелене дерево, яке може виростати до 15 метрів у висоту.

## Використання
Цей вид є основним джерелом деревини на півночі Північної Америки, тоді як рослина має широкий спектр традиційного використання як їжа, ліки та джерело матеріалів. Його часто вирощують як декоративний — виведено кілька повільнорослих карликових форм.